# Dixon (Montana)
Dixon (Ktunaxa: kik̓siǂuk, Salish: sčlíp) és una concentració de població designada pel cens dels Estats Units a l'estat de Montana. Segons el cens del 2000 tenia 216 habitants.

## Demografia
Segons el cens del 2000, Dixon tenia 216 habitants, 89 habitatges, i 54 famílies. La densitat de població era de 12,6 habitants per km².
Dels 89 habitatges en un 29,2% hi vivien nens de menys de 18 anys, en un 46,1% hi vivien parelles casades, en un 7,9% dones solteres, i en un 39,3% no eren unitats familiars. En el 31,5% dels habitatges hi vivien persones soles el 15,7% de les quals corresponia a persones de 65 anys o més que vivien soles. El nombre mitjà de persones vivint en cada habitatge era de 2,43 i el nombre mitjà de persones que vivien en cada família era de 3,07.
Per edats la població es repartia de la següent manera: un 25,9% tenia menys de 18 anys, un 7,4% entre 18 i 24, un 20,4% entre 25 i 44, un 27,8% de 45 a 60 i un 18,5% 65 anys o més. La composició racial era 75,46% blancs i 20,37% amerindis. Els hispànics de qualsevol raça són l'1,39% de la població.
L'edat mediana era de 42 anys. Per cada 100 dones de 18 o més anys hi havia 102,5 homes.
La renda mediana per habitatge era de 15.455 $ i la renda mediana per família de 23.750 $. Els homes tenien una renda mediana de 28.750 $ mentre que les dones 16.250 $. La renda per capita de la població era d'11.379 $. Aproximadament el 19,6% de les famílies i el 35,9% de la població estaven per davall del llindar de pobresa.

## Poblacions properes
El següent diagrama mostra les poblacions més properes.